# Blåisen
Blåisen (norwegisch für Blaues Eis) ist ein vereistes und karähnliches Tal im ostantarktischen Königin-Maud-Land. Im Borg-Massiv liegt es auf der Westseite des Bergs Borga und unmittelbar nördlich des Tals Borggarden.
Norwegische Kartografen, die auch die deskriptive Benennung vornahmen, kartierten das Tal anhand von Vermessungen und Luftaufnahmen der Norwegisch-Britisch-Schwedischen Antarktisexpedition (1949–1952).